# Света Недєля (Хвар)
Света Недєля (хорв. Sveta Nedjelja) — населений пункт у Хорватії, в Сплітсько-Далматинській жупанії у складі міста Хвар.

## Населення
Населення за даними перепису 2011 року становило 131 осіб.
Динаміка чисельності населення поселення:

## Клімат
Середня річна температура становить 15,08 °C, середня максимальна – 27,18 °C, а середня мінімальна – 2,88 °C. Середня річна кількість опадів – 734 мм.
| Клімат поселення                              | Клімат поселення | Клімат поселення | Клімат поселення | Клімат поселення | Клімат поселення | Клімат поселення | Клімат поселення | Клімат поселення | Клімат поселення | Клімат поселення | Клімат поселення | Клімат поселення | Клімат поселення |
| Показник                                      | Січ.             | Лют.             | Бер.             | Квіт.            | Трав.            | Черв.            | Лип.             | Серп.            | Вер.             | Жовт.            | Лист.            | Груд.            |                  |
| Середній максимум, °C                         | 12,11            | 10,92            | 13,26            | 16,66            | 21,48            | 25,42            | 27,18            | 27,10            | 22,76            | 18,60            | 14,48            | 12,02            |                  |
| Середня температура, °C                       | 8,10             | 6,90             | 9,23             | 12,64            | 17,46            | 21,40            | 24,37            | 24,28            | 19,96            | 15,78            | 11,67            | 9,21             |                  |
| Середній мінімум, °C                          | 4,05             | 2,88             | 5,20             | 8,64             | 13,44            | 17,37            | 21,56            | 21,47            | 17,13            | 12,97            | 8,86             | 6,40             |                  |
| Норма опадів, мм                              | 71               | 59               | 65               | 60               | 49               | 39               | 25               | 42               | 61               | 83               | 96               | 84               |                  |
| Середньомісячна швидкість вітру, м/с          | 3.90             | 4.16             | 4.11             | 3.76             | 3.27             | 2.96             | 2.99             | 2.86             | 3.26             | 3.52             | 4.37             | 4.36             |                  |
| Середньомісячна сонячна радіація, кДж/м²·день | 5697             | 8441             | 12092            | 16570            | 20475            | 23354            | 24936            | 22019            | 16308            | 10611            | 6161             | 4809             |                  |
| --------------------------------------------- | ---------------- | ---------------- | ---------------- | ---------------- | ---------------- | ---------------- | ---------------- | ---------------- | ---------------- | ---------------- | ---------------- | ---------------- | ---------------- |
| Джерело:                                      |                  |                  |                  |                  |                  |                  |                  |                  |                  |                  |                  |                  |                  |